# 7193 Ямаока
7193 Ямаока (7193 Yamaoka) — астероїд головного поясу, відкритий 19 вересня 1993 року.
Тіссеранів параметр щодо Юпітера — 3,186.
Названо на честь фізика Ямаоки (яп. やまおか(山岡) ямаока).